# Schistocerca
Schistocerca Stål, 1873 è un genere di insetti ortotteri  della famiglia Acrididae.

## Distribuzione e habitat
Il genere ha un'insolita distribuzione transatlantica, con una sola specie (Schistocerca gregaria) presente nel Vecchio Mondo e tutte le altre diffuse nel Nuovo Mondo.

## Tassonomia

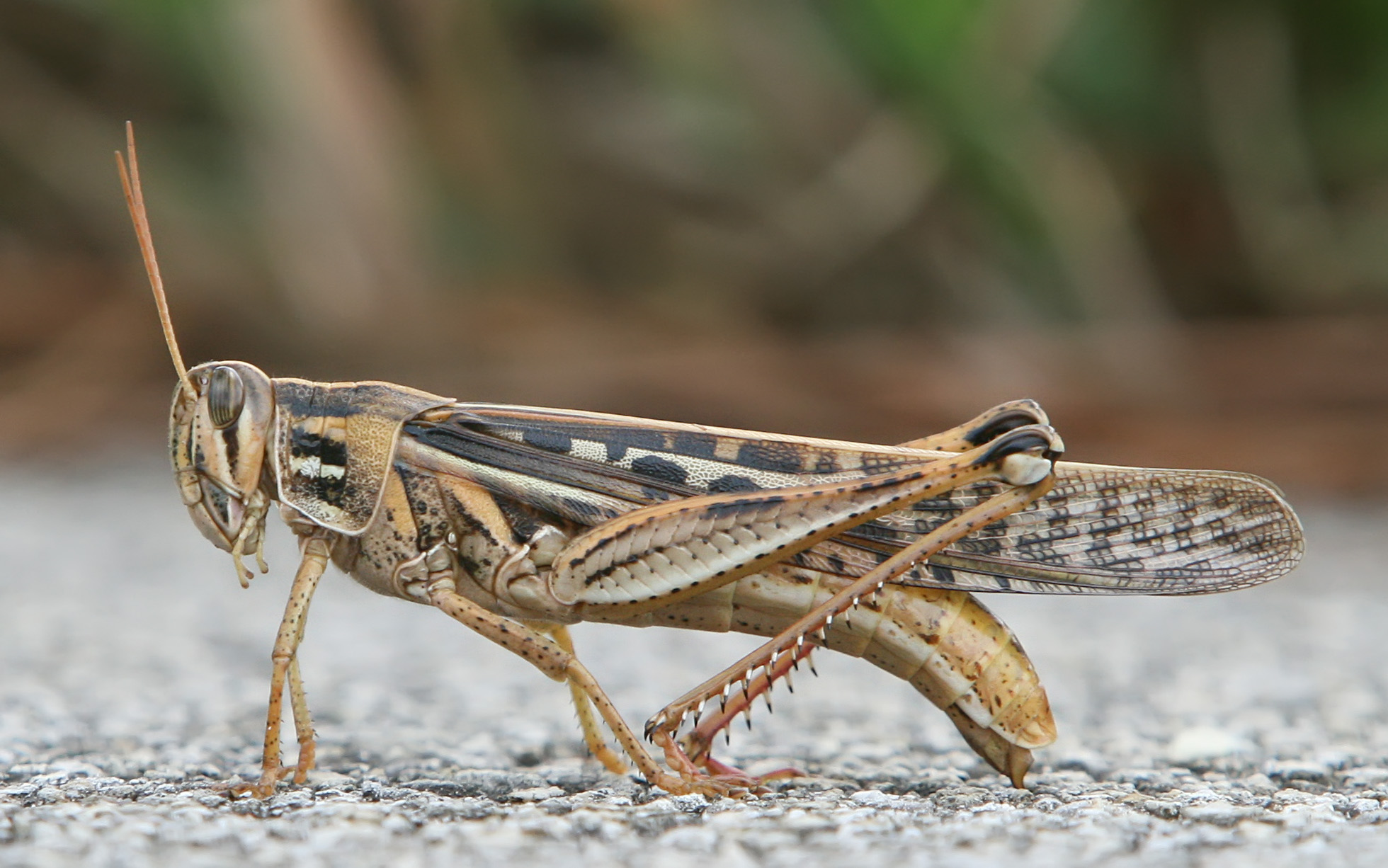
Schistocerca americana

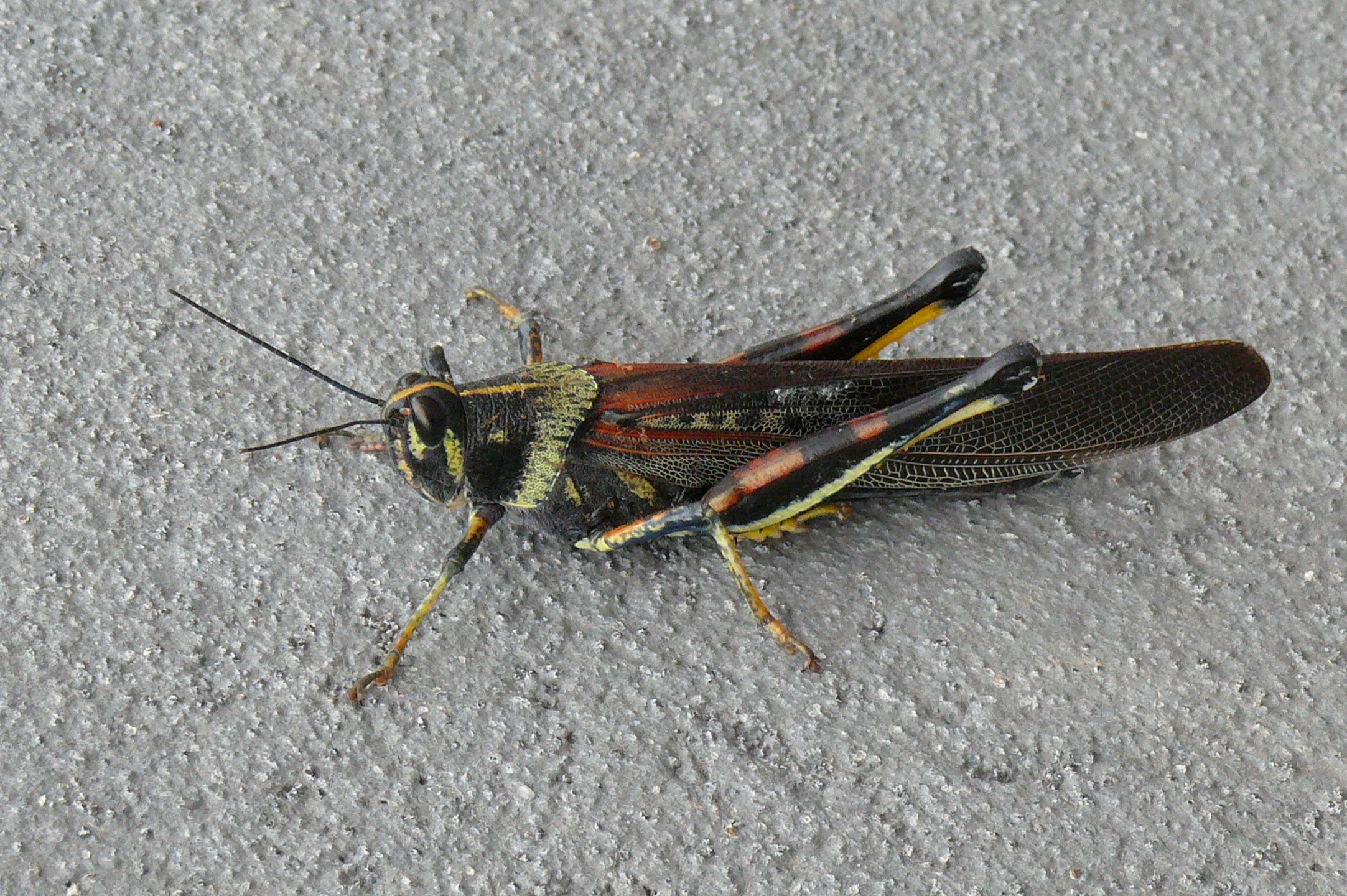
Schistocerca melanocera

Il genere comprende le seguenti specie:
- Schistocerca albolineata (Thomas, 1875)
- Schistocerca alutacea (Harris, 1841)
- Schistocerca americana (Drury, 1770)
- Schistocerca beckeri Dirsh, 1974
- Schistocerca bivittata (Stål, 1873)
- Schistocerca braziliensis Dirsh, 1974
- Schistocerca brevis Rehn, 1913
- Schistocerca camerata Scudder, 1899
- Schistocerca cancellata (Serville, 1838)
- Schistocerca carneipes (Serville, 1838)
- Schistocerca centralis Dirsh, 1974
- Schistocerca ceratiola Hubbell & Walker, 1928
- Schistocerca cohni Song, 2006
- Schistocerca damnifica (Saussure, 1861)
- Schistocerca diversipes Hebard, 1923
- Schistocerca flavofasciata (De Geer, 1773)
- Schistocerca gorgona Dirsh, 1974
- Schistocerca gregaria (Forskål, 1775)
- Schistocerca impleta (Walker, 1870)
- Schistocerca interrita Scudder, 1899
- Schistocerca lineata Scudder, 1899
- Schistocerca literosa (Walker, 1870)
- Schistocerca magnifica Bruner, 1913
- Schistocerca matogrosso Dirsh, 1974
- Schistocerca melanocera (Stål, 1861)
- Schistocerca nitens (Thunberg, 1815)
- Schistocerca obscura (Fabricius, 1798)
- Schistocerca orinoco Dirsh, 1974
- Schistocerca pallens (Thunberg, 1815)
- Schistocerca philippina Navás, 1904
- Schistocerca piceifrons (Walker, 1870)
- Schistocerca quisqueya Rehn & Hebard, 1938
- Schistocerca rubiginosa (Harris, 1862)
- Schistocerca serialis (Thunberg, 1815)
- Schistocerca shoshone (Thomas, 1873)
- Schistocerca socorro Dirsh, 1974
- Schistocerca subspurcata (Walker, 1870)